# Akłuszy
Akłuszy (ros. Аклуши) – wieś (sieło) w Rosji, w Kraju Permskim, w rejonie bardymskim. W 2010 liczyła 432 mieszkańców.